# Мелещук Єва Ярославівна
Єва Ярославівна Мелещук (нар. 29 вересня 2001, Київ) — українська гімнастка. Майстер спорту України. Переможниця та призерка літньої універсіади, учасниця чемпіонатів світу та Європи. З 2021 року виступає у групових вправах.

## Життєпис
Студентка Університету фізичного виховання і спорту України.

## Спортивна кар'єра
Займатися художньою гімнастикою почала в Києві у групі Ганни Безсонової

### 2018
Змагалася на Чемпіонаті світу 2018 року з Янікою Вартлаан і Владою Нікольченко, фінішували п'ятими.

### 2019
- Універсіада. Неаполь. Булави
- Універсіада. Неаполь. Обруч
- Універсіада. Неаполь. Стрічка [3]

### 2020
Участь в Гран-прі в Москві викликала негативну реакцію в Україні, після чого Ірині Дерюгіній виправдовувалась. Зайняла 9-те місце.
На чемпіонаті Європи в Києві, Україна, в попередній заявці України на турнір Єва була першою запасною, однак, на представленні команди було повідомлено, що Влада Нікольченко через «стрес» «не готова виступати на цьому турнірі», тому її місце посяде Єва. Проте за дві доби рішення було змінено: в остаточну заявку потрапили Влада та Єва. В фіналі абсолютної першості з результатом 93,450 балів посіла шосте місце.

### 2021
У квітні дебютувала в групових вправах на кубку світу в Ташкенті, Узбекистан. Спільно з Анастасією Возняк, Марією Височанською, Маріолою Боднарчук та Діаною Баєвою у вправі з трьома обручами та чотирма булавами посіли п'яте місце, а в груповому багатоборстві були шостими.
1 листопада у власному акаунті в інстаграмі оголосила про завершення професійної кар'єри.

## Результати на турнірах
Особисті змагання
| Рік  | Змагання                          | Команда | АП |   |   |   |   |
| ---- | --------------------------------- | ------- | -- | - | - | - | - |
| 2020 | Етап Гран-Прі в Москві            |         | 9  |   |   | 4 | 4 |
| 2020 | Gracia Cup в Будапешті            |         | 2  | 2 | 2 | 2 | 2 |
| 2020 | Етап Гран-Прі в Брно              |         | 5  |   | 2 | 2 |   |
| 2020 | Командний чемпіонат України       |         | 2  |   |   |   |   |
| 2020 | Гран-прі. «Кубок Дерюгіної». Київ |         | 4  | 2 | 3 | 7 |   |
| 2020 | Чемпіонат України                 |         | 2  |   |   |   |   |
| 2020 | Чемпіонат Європи                  |         | 6  |   |   |   |   |
| 2021 | Клубний чемпіонат Італії          | 4       |    |   |   |   |   |
| 2021 | Кубок України. Дніпро             |         | 1  | 6 | 3 | 1 | 1 |
| 2021 | Клубний чемпіонат Італії          | 6       |    |   |   |   |   |
| 2021 | Кубок світу. Софія                |         | 18 |   |   | 6 |   |

Групові вправи
| Рік  | Змагання                 | Команда | ГБ | 5 м'ячів  | 3 обручі+4 булави |
| ---- | ------------------------ | ------- | -- | --------- | ----------------- |
| 2021 | Кубок світу. Ташкент     |         | 6  |           | 5                 |
| 2021 | Кубок світу. Баку        |         | 5  |           | 7                 |
| 2021 | Чемпіонат України        |         | 1  |           |                   |
| 2021 | Кубок світу. Пезаро      |         | 7  | 6         | 7                 |
| 2021 | Чемпіонат Європи         |         | 6  | 7         | 6                 |
| 2021 | Гран-прі. Тель-Авів      |         | 2  | 2         | 2                 |
|      |                          | Команда | ГП | 5 обручів | 3 стрічки+2 м'яча |
| 2023 | Гран-прі. Miss Valentine |         | 1  | 1         | 1                 |
| 2023 | Гран-прі. Марбелья       |         | 2  | 2         | 2                 |
| 2023 | Кубок світу. Афіни       |         | 5  | 4         | 8                 |
| 2023 | Кубок світу. Баку        |         | 4  | 3         | 7                 |
| 2023 | Чемпіонат Європи         | 2       | 4  |           |                   |

## Державні нагороди
- Орден княгині Ольги III ст. (1 жовтня 2019) — За високі спортивні результати на XXX Всесвітній літній Універсіаді у Неаполі, самовідданість та волю до перемоги, піднесення авторитету України [18]